# Sjaunja
Sjaunja este o arie protejată (arie specială de conservare — SAC, sit de importanță comunitară — SCI, arie de protecție specială avifaunistică — SPA) din Suedia întinsă pe o suprafață de 281.371,3 ha, integral pe uscat.

## Localizare
Centrul sitului Sjaunja este situat la coordonatele 67°26′58″N 19°14′21″E / 67.4494°N 19.2393°E.

## Înființare
Situl Sjaunja a fost declarat sit de importanță comunitară în decembrie 1995 pentru a proteja 2 specii de plante și 34 de specii de animale. Alte tipuri de protecție:
- arie de protecție specială avifaunistică (în decembrie 1996)[2]
- arie specială de conservare (în decembrie 2009)[1][3][4]

## Biodiversitate
Situată în ecoregiunea alpină, aria protejată conține 23 de habitate naturale: Ape stătătoare oligotrofe până la mezotrofe, cu vegetație de Littorelletea uniflorae și/sau de Isoëto-Nanojuncetea, Păduri nordice subalpine/subarctice cu Betula pubescens ssp. czerepanovii, Turbării Aapa, Pajiști alpine și subalpine calcaroase, Tufărișuri subarctice cu Salix spp., Păduri aluvionare cu Alnus glutinosa și Fraxinus excelsior (Alno-Padion, Alnion incanae, Salicion albae), Pajiști alpine și boreale, Taiga vestică, Formațiuni pioniere alpine de Caricion bicoloris-atrofuscae, Lacuri și iazuri distrofice naturale, Ghețari permanenți, Râuri de munte și vegetația erbacee de pe malurile acestora, Izvoare fino-scandinave și mlaștini produse de izvoare bogate în minerale, Mlaștini alcaline, Grohotișuri silicioase de la nivelul montan până la nivelul zăpezii (Androsacetalia alpinae și Galeopsietalia ladani), Mlaștini turboase de tranziție și turbării mișcătoare, Pante stâncoase silicioase cu vegetație casmofită, Turbării Palsa, Pajiști boreale și alpine pe substrat silicios, Păduri fino-scandinave bogate în ierburi cu Picea abies, Mlaștini împădurite, Liziere de ierburi înalte hidrofile de câmpie și de nivel montan până la alpin, Pajiști aluvionare boreale nordice.
La baza desemnării sitului se află mai multe specii protejate:
- plante (2): Hamatocaulis vernicosus, Ranunculus lapponicus
- păsări (30): minunița (Aegolius funereus), gâscă de semănătură (Anser fabalis), fâsă roșiatică (Anthus cervinus), ciuf de câmp (Asio flammeus), erete vânăt (Circus cyaneus), lebădă de iarnă (Cygnus cygnus), Emberiza pusilla, șoim de iarnă (Falco columbarius), Gallinago media, cufundar polar (Gavia arctica), cufundar mic (Gavia stellata), ciuvică (Glaucidium passerinum), cocor (Grus grus), pescăruș râzător (Larus ridibundus), sitar de mal nordic (Limosa lapponica), gușă albastră (Luscinia svecica), becațină mică (Lymnocryptes minimus), bufniță polară (Nyctea scandiaca), vultur pescar (Pandion haliaetus), notatița cu ciocul subțire (Phalaropus lobatus), bătăuș (Philomachus pugnax), ciocănitoare de munte (Picoides tridactylus), ploier auriu (Pluvialis apricaria), Strix nebulosa, huhurezul mic (Strix uralensis), Surnia ulula, cocoșul de mesteacăn (Tetrao tetrix tetrix),  cocoș de munte (Tetrao urogallus), fluierar negru (Tringa erythropus), fluierar de mlaștină (Tringa glareola)
- mamifere (4): vulpe polară (Alopex lagopus), gluton (Gulo gulo), vidră de râu (Lutra lutra), râs eurasiatic (Lynx lynx)